# Gévrise Émane
Gévrise Émane (ur. 27 lipca 1982 w Jaunde) – francuska judoczka, dwukrotna mistrzyni świata, pięciokrotna mistrzyni Europy.
Podczas mistrzostw świata zdobyła cztery medale - dwa złote (2007, 2011), srebrny zdobyty w Kairze w 2005 roku i brązowy (2013). Na mistrzostwach Europy zdobyła łącznie sześć medali - pięć złotych i jeden brązowy. Startowała w Pucharze Świata w latach 2003–2007, 2009, 2012 i 2014.